# Wenau
Wenau ist seit 1972 der kleinste Gemeindeteil von Langerwehe im nordrhein-westfälischen Kreis Düren.

## Geographische Lage
Wenau liegt im Nordteil des deutsch-belgischen Naturparks Hohes Venn-Eifel, rund 3,5 km (Luftlinie) südsüdwestlich des Langerweher Kernorts. Östlich fließt der nordwärts zur Inde strebende Wehebach vorbei, der die Wasserenergie unter anderem für die zahlreichen historischen Wassermühlen am Wehebach liefert.

## Geschichte
Von 1794 bis 1815 gehörte Wenau zur Mairie Heistern im Kanton Eschweiler, Département de la Roer, ab 1815 als Gemeinde zum Kreis Düren und seit 1932 zusammen mit Hamich zum Amt Langerwehe. Am 1. Januar 1972 wurde Wenau in die Gemeinde Langerwehe eingegliedert. Von 1961 bis 1971 war der Ort postalisch unter 5181 Wenau (über Eschweiler), von 1972 bis 1993 unter 5163 Langerwehe zu erreichen. Seit 1993 ist die postalische Anschrift 52379 Langerwehe.

## Kloster Wenau
Vor den zurücktretenden Höhenzügen der Nordeifel reckt sich in der Wehebachniederung der schlanke Turmhelm der Wenauer Kirche St. Katharina. Sie ist die ehemalige Klosterkirche des Klosters der Prämonstratenserinnen, das 1122 von Chorherren aus Floreffe gegründet wurde. Es wurde 1802 aufgelöst und an den letzten Prior Lambert Severin von Geldern verpachtet. Der Kreuzgang des ehemaligen Klosters wurde 1977 durch die Kirchengemeinde restauriert. Neben einer ständigen sakralen Ausstellung finden hier Sonder- und Wechselausstellungen verschiedener Kunstrichtungen statt. In der Klosterkirche veranstaltet der Verein der Freunde von Wenau geistliche Konzerte.
Gegenüber dem ehemaligen Kloster steht die St.-Rochus-Kapelle.

## Verkehr
Wenau liegt an der Kreisstraße 49 zwischen Hamich und Heistern; die nächste Anschlussstelle zur Bundesautobahn 4 ist Langerwehe. Der nächste Bahnhof an der Strecke Köln–Düren–Aachen ist Langerwehe.
Die AVV-Buslinien 26 der ASEAG und 261 des Rurtalbus verbinden Wenau mit Gressenich, Schevenhütte, Eschweiler, Langerwehe-Mitte und den Nachbarorten. Bis zum 31. Dezember 2019 wurde die Linie 261 vom BVR Busverkehr Rheinland bedient. Zusätzlich verkehrt zu bestimmten Zeiten ein Rufbus.
| Linie      | Betreiber | Verlauf |
| ---------- | --------- | --- |
| 26         | ASEAG     | Eschweiler Bushof – Rathaus – Bergrath – Nothberg – Heistern – Wenau – Hamich – Gressenich Kapelle                              |
| 261        | Rurtalbus | Langerwehe Bf – Langerwehe Rathaus – Schönthal – Wenau – Heistern – Hamich – Gressenich – Schevenhütte                          |
| RufBus 261 | Rurtalbus | Rufbus: Schevenhütte – Gressenich – Hamich – Heistern – Wenau – Schönthal – Langerwehe Rathaus – Langerwehe Bf (Mo–Fr tagsüber) |

## Persönlichkeiten
- Napoléon Peltzer (1802–1889), deutscher Tuchfabrikant, geboren in Wenau